# گان کلاب استیتس (فلوریدا)
گان کلاب استیتس (به انگلیسی: Gun Club Estates) یک منطقهٔ مسکونی در ایالات متحده آمریکا است که در شهرستان پام بیچ، فلوریدا واقع شده‌است. گان کلاب استیتس ۰٫۳ کیلومتر مربع مساحت و ۷۱۱ نفر جمعیت دارد و ۴ متر بالاتر از سطح دریا واقع شده‌است.